# Зебра Греві
Зебра Греві (Equus grevyi) або зебра пустельна — вид ссавців із родини коневі (Perissodactyla). Отримала свою назву на честь французького президента Жуля Греві, якому в 1880-х роках був подарований один екземпляр цієї тварини урядом Абісинії.

## Зовнішність
Вага дорослої зебри Греві становить від 350 до 430 кг, тіло завдовжки близько 3 м і хвіст — 50 см. Ріст у загривку складає близько 1,40 м. Зебра Греві є не тільки найбільшою зеброю, але і, за винятком одомашнених тварин, найбільшим представником родини коневих. Смуги цього виду набагато тонші, ніж у інших видів, і розташовані близько один до одної. Візерунок задньої частини відрізняється від візерунка з боків і на ногах, виявляючи цілу систему тонких і діагональних смужок, що оточують основу хвоста. Забарвлення смужок варіює від синяво-чорного до чорно-коричневого. Основним кольором зебри Греві є білий або біло-жовтий. У зебри Греві відсутні тіньові смужки, проте є широка темна смуга, яка тягнеться вздовж хребта.
У цього виду витягнутий череп і широкі копита, як у коней. Особливо помітними є великі, округлі і коричневі вуха, а також світлий живіт без смужок. Як у всіх зебр, грива зебри Греві має темний середній ряд волосся, який продовжує тягнутися по спині аж до хвоста. У лошат зебри Греві до хвоста доходить сама грива, але з часом скорочується.

## Поширення
Ареал розповсюдження зебри Греві є посушливі савани Східної Африки — Кенії, Ефіопії і Сомалі, зокрема в природних заповідниках Осттуркана, Самбуру і Меру. У деяких регіонах зебра Греві робить сезонні міграції, уникаючи регулярних посух.

## Поведінка
На відміну від гірської і рівнинної зебр цей вид не утворює справжніх стад. Хоча при сприятливих умовах більшість тварин можуть збиратися в одному регіоні, соціальні зв'язки існують тільки між кобилами і їх дитинчатами. Самки і лошата, а також молоді самці іноді утворюють нестабільні групи. Зрілі самці живуть як правило поодинці й захищають власні ареали від суперників. Площа таких ареалів може перевищувати 10 км, що є рекордом серед всіх рослиноїдних ссавців. Самець намагається злучитися з самками, що перетинають його ареал і залишає його тільки у важкі часи, наприклад під час посухи. До присутності молодших і підлеглих самців він ставиться терпимо.
Після вагітності тривалістю більше ніж рік на світ з'являється по одному лошаті. Він забарвлений у коричневий або чорний колір, а характерні смуги виникають у віці близько чотирьох місяців. Через три роки дитинча досягає статевої зрілості й залишає материнське оточення. Самці, як правило, спаровуються не раніше віку шести років, так як до цього змушені поступатися зрілим суперникам. Максимальна тривалість життя в неволі становила 22 роки.

## Загрози і захист
Ще в історичний час зебра Греві була завезена до Єгипту і Північної Африки, де була винищена в античні часи. Імовірно, саме її мали на увазі стародавні природознавці, описуючи «тигрового коня». Пізніше, знання про цей вид було втрачено. Перший науковий опис було вироблено в 1882 році французьким зоологом Емілем Устале.
На зебр Греві велася полювання, так як їх шкури були улюбленою прикрасою інтер'єрів, а також тому що вони вважалися небажаними конкурентами домашньої худоби на пасовищах. У реальності, зебри Греві харчуються особливо жорсткими видами трав, які для корів є неперетравлюваними. У Сомалі та Ефіопії зебра Греві в наш час майже повністю винищена, лише в Кенії вдалося здійснити дієві захисні заходи. Тим не менш, цей вид вважається під загрозою зникнення і захищений Конвенцією з міжнародної торгівлі вимираючими видами дикої фауни і флори (CITES). МСОП відносить зебру Греві до сильно загрозливих видів, так як її популяції продовжують скорочуватися, після того як за 1980-і роки скорочення склало 70 %.

## Галерея

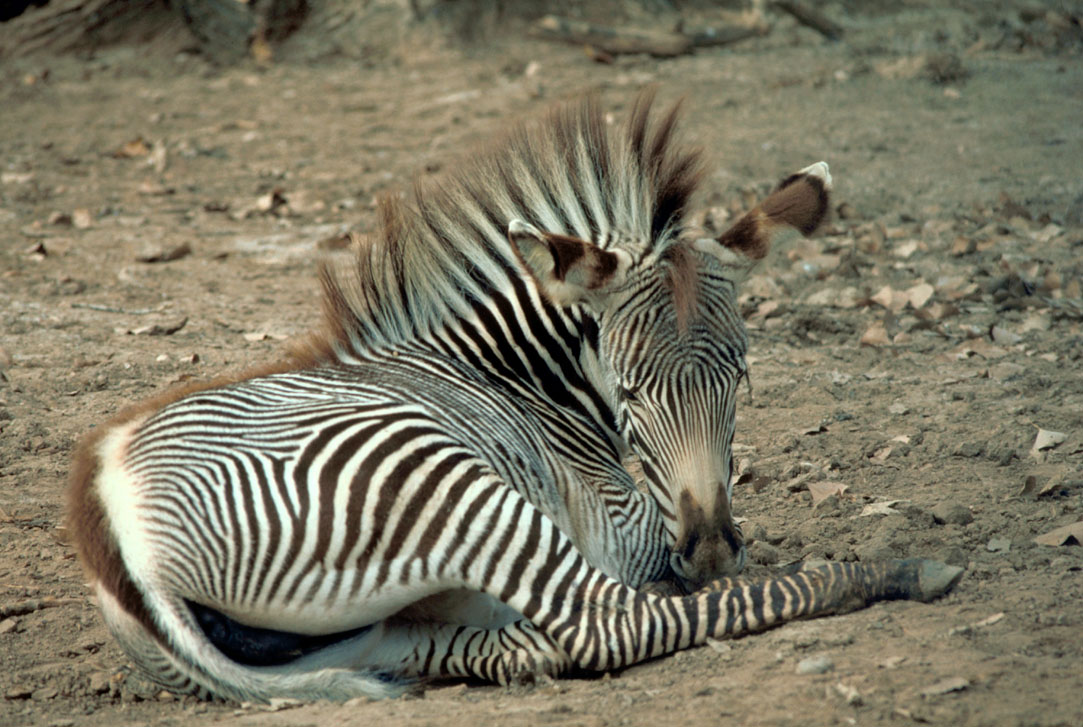
Відпочиваюча зебра Греві
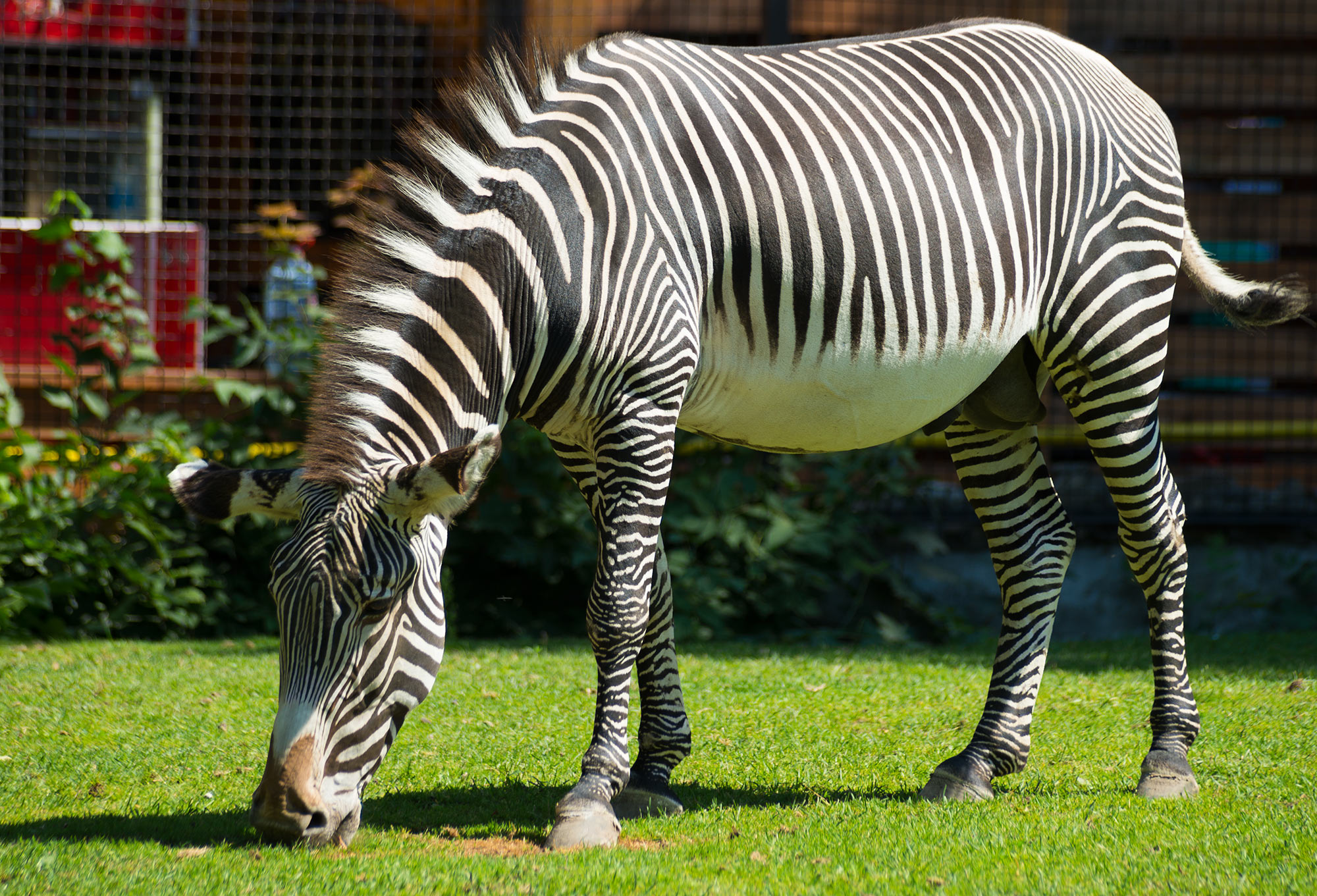
Зебра Греві у Московському зоопарку
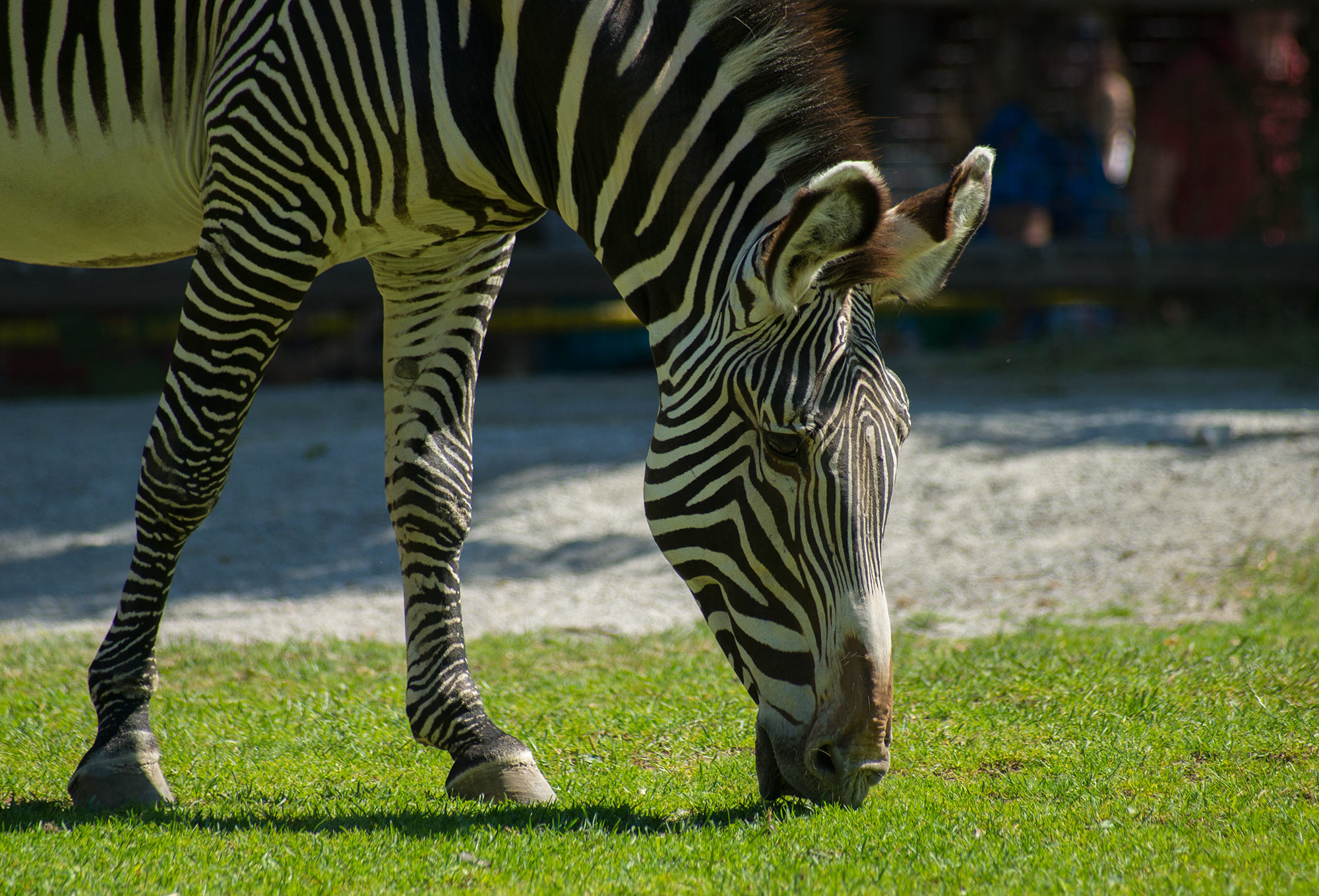